# Пиппин, Дэн
Дэн Пиппин (англ. Dan Luther Pippin, 20 октября 1926, Сент-Луис, Миссури — 1 апреля 1965, Мексико, Миссури) — американский баскетболист, участник летних Олимпийских игр 1952 года в Хельсинки, олимпийский чемпион.

## Биография
Дэн Пиппин окончил Университет Миссури в конце 1940-х годов и стал звездой в баскетбольной лиге Ассоциации любительского спорта с командой Peoria Caterpillars. Пиппин играл за эту команду конца 1950-х годов. Он оставил клуб, чтобы заняться страховым бизнесом. Позже Пиппин покончил жизнь самоубийством.